# The City (série télévisée)
Pour les articles homonymes, voir The City.
Amoureusement vôtre
The City est un feuilleton télévisé américain en 325 épisodes de 25 minutes, créé par Agnes Nixon, Barbara Esensten et James Harmon Brown, diffusé entre le 13 novembre 1995 et le 28 mars 1997 sur le réseau ABC. C'est une série dérivée d’Amoureusement vôtre / Aimer (Loving).
En France, le feuilleton a été diffusé à partir du 2 janvier 2002 sur Téva, et au Québec à partir du 2 juin 2008 à TQS,. Elle reste inédite dans les autres pays francophones.

## Synopsis
Les survivants de la dernière intrigue du soap Amoureusement vôtre ont déménagé à Manhattan.

## Distribution
- Laura Wright (VF : Annabelle Roux) : Ally Alden
- Amelia Heinle : Steffi Brewster
- Randolph Mantooth (en) : Alex Masters
- Debbi Morgan : Angie Hubbard
- Catherine Hickland : Tess Wilder Partou Huston
- Philip Brown (en) (VF : Mathieu Rivolier) : Buck Huston
- Ted King (VF : Jérôme Berthoud) : Danny Roberts
- Lisa LoCicero (en) : Jocelyn Roberts
- Darnell Williams : Jacob Foster
- Alimi Ballard : Frankie Hubbard
- Joni Allen : Zoey
- Roscoe Born (en) (VF : Éric Peter) : Nick Rivers
- Corey Page (en) (VF : Yoann Sover) : Richard Wilkins
- George Palermo : Tony Soleito
- James Sioutis (VF : Thierry Kazazian) : Joey Soleito
- Philip Anthony-Rodriguez (en) : Bernard Castro
- Morgan Fairchild : Sydney Chase
- Carlotta Chang : Azure C.
- Melissa Dye : Molly Malone
- Michael Weatherly : Cooper Alden
- Nancy Addison (en) : Debbie Brewster Alden
- Jane Elliot (en) : Tracy Quartermaine Williams Soleito
- P.J. Aliseo : Dillon Quartermaine
- Joel Fabiani : Jared Chase
- Amy Van Horne : Carla Soleito
- Al Martino : Gino Soleito #1
- Joseph Sirola : Gino Soleito #2
- Maggie Rush : Lorraine Hawkins
- Alex Kilgore : Bobby Heckler
- Drew Falcone : Lou
- Michael Deutchman : Tyler Alden #1
- Casey Gunther : Tyler Rescott Alden #3
- Darnell Williams : Jacob Foster
- Hank Berrings : Samuel
- Judy Gold : Judy Silver
- Geoffrey Wade : Malcolm Christopher #1
- Grainger Hines : Malcolm Christopher #2
- Erica Mer : Kayla Jones
- John Healey : Eric
- Anthony J. Ribustello : Vito
- Gloria Cromwell : Maria
- Mark Deakins : Kevin Larkin
- Beth Dixon : Trudy Malone
- John Doman : Murray Golden
- Kit Flanagan : Joanna Roberts
- Murphy Gyver : Darryl Hassey
- Rick Holmes : Luke Fletcher

 Source et légende : version française (VF) sur RS Doublage